# Поток (Румунія)
Поток (рум. Potoc) — село у повіті Караш-Северін в Румунії. Входить до складу комуни Саска-Монтане.
Село розташоване на відстані 350 км на захід від Бухареста, 43 км на південь від Решиці, 100 км на південний схід від Тімішоари.

## Населення
За даними перепису населення 2002 року у селі проживала 301 особа, з них 298 осіб (99,0 %) румунів. Рідною мовою 300 осіб (99,7 %) назвали румунську.